# Easton Outlet Mall Temuco
Easton Outlet Mall Temuco es un centro comercial ubicado en la ciudad chilena de Temuco, capital de la Región de la Araucanía, operativo desde 2018 en los terrenos del antiguo Mall Temuco 2000, existente entre 1992 y 2004.

## Historia

### Mall Temuco 2000 (1992-2004)

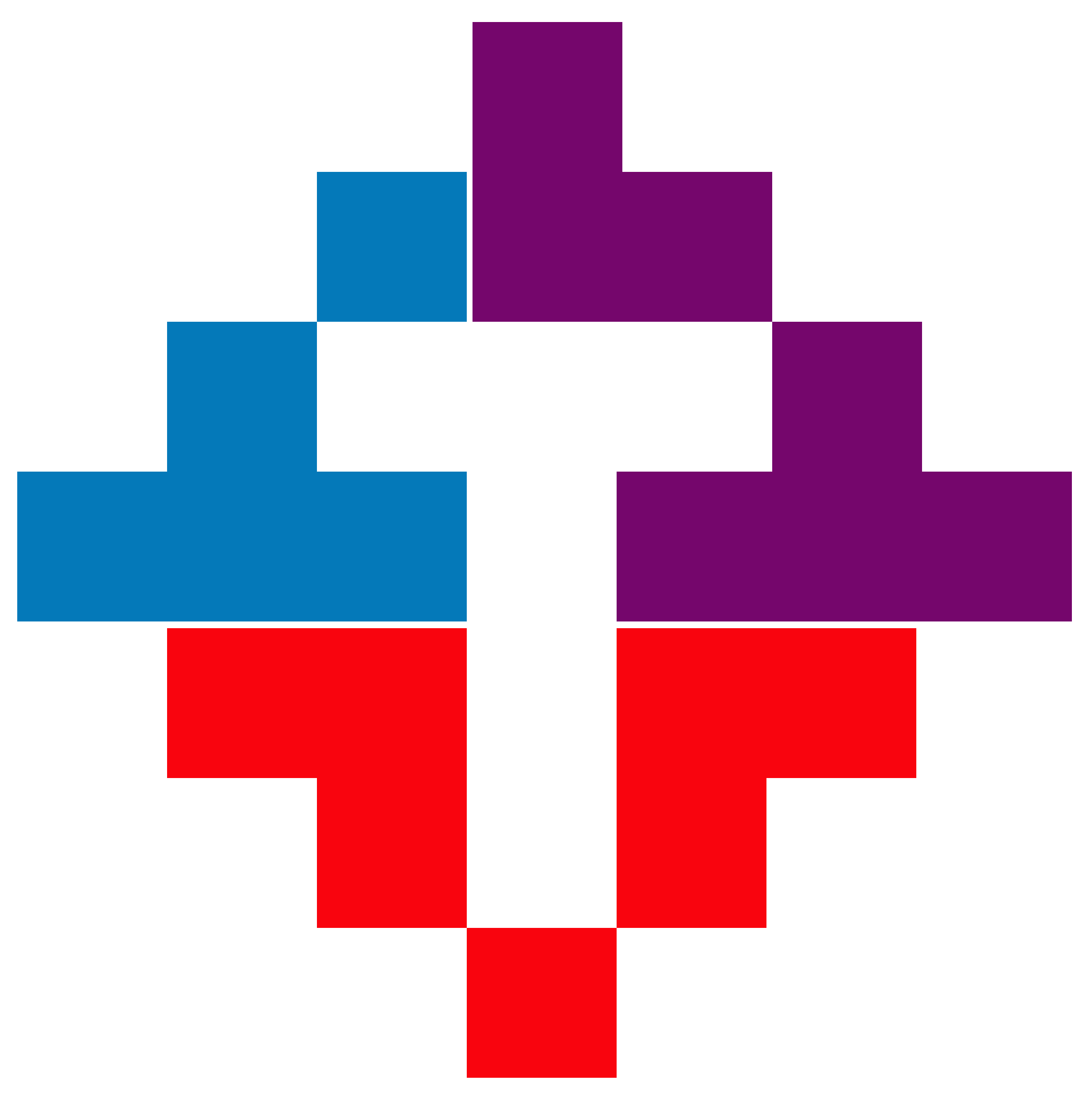
Logotipo del Mall Temuco 2000.

El centro comercial, que fue el segundo de su tipo construido fuera de Santiago de Chile, fue desarrollado por la Sociedad Centro Comercial Temuco (que poseía entre sus dueños a Hernán Taladriz, José Rosenberg, Roberto Soto y Jürgen Paulmann).
El terreno escogido para el centro comercial correspondía a un espacio que anteriormente perteneció a la sede regional de la Universidad Austral de Chile, con una superficie total de 15 hectáreas, de las cuales 5 fueron destinadas para el Mall Temuco 2000. La construcción del centro comercial —diseñado por los arquitectos Roberto Soto, Jesús Chavarri, Fabio Energici, Ximena Busquets y Luz Marina Garrido—, se llevó a cabo entre diciembre de 1991 y noviembre de 1992. Fue inaugurado el 4 de diciembre de 1992, y contaba con 98 tiendas, un supermercado Ekono, un restaurante Pizza Hut y una sucursal de la tienda departamental local Gejman.
El Mall Temuco 2000 cerró de forma definitiva sus puertas en 2004. Parte del fracaso del centro comercial se atribuye a la ausencia de grandes cadenas de tiendas departamentales en su interior, las cuales en cambio se instalaron en el centro de la ciudad de Temuco, lo cual desincentivó la llegada de consumidores hacia el extremo norte de la ciudad —frente al sector denominado «Pueblo Nuevo»— donde se encontraba el recinto. También se asocia a su fracaso la construcción de la doble vía que servía como baipás de la Ruta 5, y que evitó el paso de numerosos vehículos por las cercanías del centro comercial.

### Abandono (2004-2018)
Luego de su cierre, el edificio que albergó al Mall Temuco 2000 fue ocupado como bodegas de la empresa de colchones Rosen, y en marzo de 2005 albergó en sus estacionamientos el parque de atracciones itinerante Súper Park.
En diciembre de 2007 el Banco de Chile remató el terreno del centro comercial debido a la deuda que poseía la empresa propietaria (Sociedad Centro Comercial Temuco) con la entidad bancaria. El recinto fue vendido en 1300 millones de pesos a dos sociedades controladas por Jürgen Paulmann y José Rosenberg.

### Easton Outlet Mall (2018-presente)
En junio de 2016 se anunció que Easton Inmobiliaria (propietaria de un centro comercial del tipo «outlet» en la zona norte de Santiago de Chile) había acordado un contrato de arriendo por 20 años del recinto del ex Mall Temuco 2000 para instalar un nuevo centro comercial en la capital de la Araucanía; la inversión total alcanzaba los 8 millones de dólares y contemplaba habilitar 50 locales y el patio de comidas que presentaba el edificio. Las obras de rehabilitación del recinto estuvieron a cargo de la constructora Capreva.
El nuevo centro comercial fue inaugurado el 25 de enero de 2018, presentando una superficie construida de 18 000 m² y 8500 m² para arriendo de locales. Durante los primeros meses se inauguraron alrededor de 40 tiendas, y en mayo del mismo año abrió sus puertas el supermercado Súper Duck en el espacio ubicado en el ex Mall Temuco 2000 por la tienda departamental Gejman. En enero de 2019 se instaló una oficina del Servicio de Registro Civil e Identificación, mientras que en mayo del mismo año fue inaugurada una tienda oficial de Club de Deportes Temuco.